# Ахмеди Тебризи
Ахмеди Тебризи (азерб. Əhmədi Təbrizi) — азербайджанский поэт XV века, проживший большую часть жизни в городе Тебриз.

## Биография
Ахмеди Тебризи жил в период правления Султана Халила (до 1478 года) в государстве Ак-Коюнлу, и проявлял ему преданность своими произведениями. Ахмеди был поэтом-отшельником, суфием, а также жил бедной простой жизнью. Он имел связи с двором Ак-Коюнлу.

## Творчество
Ахмеди в заметках подчёркивал, что Бог осуждал лишь памфлеты неверных о пророке Мухаммеде, а не любые стихи. По мнению Ахмеди, с него будут брать пример и восхищаться из-за того что его стихи посвящены божественным тайнам. В Турции было обнаружено ещё одно произведение Ахмеди Тебризи на родном языке — «Юсиф и Зулейха». Единственный экземпляр этого произведения, обнаруженного Нихатом Азаматом, хранится в стамбульском университете Мармара в дисциплинно-литературной библиотеке. Месневи «Юсиф и Зулейха» он также посвятил эмир аль-умаре Халилуллаху. Автор в предисловии указывает на то, что завершил написание произведения весной в городе Тебризе при Ягуб-хане Ак-Коюнлу. Исходя из написанного Ахмеди, однажды, при посещении Халилуллахом Нахичевана, после утреннего намаза он подзывает Ахмеди и приказывает ему написать новое творение о Юсифе и Зулейхе. Позже Ахмеди дополняет, что вернувшись из Нахичевана в Тебриз, выполняет приказ эмира и в течение 57 дней завершает месневи «Юсиф и Зулейха». Тут поэт также дополняет, что на руках у Халилуллаха было другое произведение про Юсифа и Зулейху, но оно его не устраивало. Из-за того, что единственный экземпляр месневи «Юсиф и Зулейха» является обрывочным, оно до сих пор не публиковалось. Если учитывать, что «Юсиф и Зулейха» было написано при Ягуб-беке, можно предположить что оно было написано чуть ранее чем «Эсрарнаме», так как нигде нет упоминаний об «Эсрарнаме», когда как согласно поэтической традиции того времени авторы делали заметки о своих других произведениях.